# Хронологія світових рекордів в естафеті 4×100 метрів комплексним плаванням
У цій статті подано хронологію світових рекордів в естафеті 4×100 метрів комплексним плаванням на довгій (50 м) короткій воді (25 м). Ці рекорди реєструє/визнає Міжнародна федерація плавання (ФІНА), яка наглядає за міжнародними змаганнями з водних видів спорту.
Різке поліпшення світових рекордів у 2008/2009 роках збіглося в часі з запровадженням поліуретанових плавальних костюмів фірм Speedo (LZR, 50% поліуретану) 2008 року та Arena (X-Glide), Adidas (Hydrofoil), Jaked (всі зі 100% поліуретану) 2009 року. У січні 2010 FINA заборонила плавальні костюми зроблені з будь-якого матеріалу окрім текстилю. Крім того, FINA опублікувала список дозволених плавальних костюмів.

## Чоловіки

### На довгій воді
| #   | Час     |      | Ім'я                                                                                                | Країна    | Дата             | Змагання                              | Місце                                                | Пос.         |
| --- | ------- | ---- | --------------------------------------------------------------------------------------------------- | --------- | ---------------- | ------------------------------------- | ---------------------------------------------------- | ------------ |
| 1   | 4:39.2  |      | - Ґустаф Геллсінґ - Леннарт Брок - Рой Даль - Гакан Вестессон                                       | Швеція    | 22 лютого 1953   | -                                     | Гельсінгборг, Швеція                                 |              |
| 2   | 4:32.2  |      | - Жильбер Бозон - П'єр Дюмесніль - Моріс Люсьєн - Александр Жані                                    | Франція   | 22 березня 1953  | -                                     | Шарлеруа, Бельгія                                    |              |
| 3   | 4:31.5  |      | - А. Вілас - П'єр Дюмесніль - Жульян Арен - Альдо Емінент                                           | Франція   | 1 квітня 1953    | -                                     | Труа, Франція                                        |              |
| 4   | 4:30.8  |      | - Ґустаф Геллсінґ - Леннарт Брок - Єран Ларссон - Пер-Улоф Естранд                                  | Швеція    | 17 квітня 1953   | -                                     | Лунд, Швеція                                         |              |
| 5   | 4:27.8  |      | - Ґустаф Геллсінґ - Леннарт Брок - Єран Ларссон - Пер-Улоф Естранд                                  | Швеція    | 24 квітня 1953   | -                                     | Бурос, Швеція                                        |              |
| 6   | 4:24.8  |      | - Віктор Лопатін - Володимир Мінашкін - Петро Скрипченков - Лев Баландін                            | СРСР      | 13 травня 1953   | -                                     | Москва, Союз Радянських Соціалістичних Республік     |              |
| 7   | 4:21.3  |      | - Віктор Соловйов - Володимир Мінашкін - Петро Скрипченков - Лев Баландін                           | СРСР      | 26 січня 1954    | -                                     | Москва, Союз Радянських Соціалістичних Республік     |              |
| 8   | 4:19.0  |      | - Віктор Соловйов - Володимир Мінашкін - Петро Скрипченков - Лев Баландін                           | СРСР      | 24 лютого 1954   | -                                     | Стокгольм, Швеція                                    | [ 2 ]        |
| 9   | 4:14.8  |      | - Г. Кувалдін - Володимир Мінашкін - Володимир Стружанов - Лев Баландін                             | СРСР      | 14 серпня 1956   | Olympic Trials                        | Москва, Союз Радянських Соціалістичних Республік     | [ 3 ]        |
| 10  | 4:17.8  |      | - Томіта Кадзуо (1:01.2) - Фурукава Масару (-) - Ісімото Такасі (-) - Кацукі Ішіхара (-)            | Японія    | 7 вересня 1957   | All-Japan Student Championships       | Токіо, Японія                                        | [ 4 ]        |
| 11  | 4:17.2  |      | - Кейджі Хасе (1:05.5) - Фурукава Масару (1:13.4) - Ісімото Такасі (1:00.4) - Манабу Коґа (57.9)    | Японія    | 28 травня 1958   | Азійські ігри                         | Токіо, Японія                                        | [ 5 ]        |
| 12  | 4:16.7  |      | - Кейджі Хасе (1:05.4) - Фурукава Масару (1:13.4) - Ісімото Такасі (59.6) - Манабу Коґа (58.3)      | Японія    | 29 червня 1958   | -                                     | Лос-Анджелес, Сполучені Штати Америки                | [ 6 ]        |
| 13  | 4:14.2  | (yd) | - Джон Монктон - Террі Ґетеркоул - Браян Вілкінсон - Джон Девітт                                    | Австралія | 25 липня 1958    | British Empire and Commonwealth Games | Кардіфф, Об'єднане Королівство                       | [ 7 ]        |
| 14  | 4:10.4  |      | - Джон Монктон - Террі Ґетеркоул - Браян Вілкінсон - Джон Девітт                                    | Австралія | 22 серпня 1958   | -                                     | Осака, Японія                                        | [ 8 ]        |
| 15  | 4:09.2  |      | - Френк Маккінні - Чет Джастремскі - Майк Трой - Пітер Сінц                                         | США       | 24 липня 1960    | -                                     | Толідо, Сполучені Штати Америки                      |              |
| 16  | 4:08.2  | (пз) | - Боб Беннетт - Пол Гейт - Дейв Ґілландерс - Стів Кларк                                             | США       | 27 серпня 1960   | Олімпійські ігри                      | Рим, Італія                                          |              |
| 17  | 4:05.4  |      | - Френк Маккінні (1:02.0) - Пол Гейт (1:10.5) - Ленс Ларсон (58.0) - Джефф Фаррелл (54.9)           | США       | 1 вересня 1960   | Олімпійські ігри                      | Рим, Італія                                          | [ 9 ] [ 10 ] |
| 18  | 4:03.0  |      | - Том Сток - Чет Джастремскі - Ларі Шулгоф - Пітер Сінц                                             | США       | 20 серпня 1961   | -                                     | Лос-Анджелес, Сполучені Штати Америки                |              |
| 19  | 4:01.6  |      | - Том Сток - Чет Джастремскі - Фред Шмідт - Пітер Сінц                                              | США       | 12 серпня 1962   | -                                     | Каягога-Фолс (Огайо), Сполучені Штати Америки        |              |
| 20  | 4:00.1  |      | - Річард Мак-Ґі - Білл Креґ - Волтер Річардсон - Стів Кларк                                         | США       | 24 серпня 1963   | -                                     | Осака, Японія                                        |              |
| 21  | 3:58.4  |      | - Томпсон Манн (59.6 WR) - Білл Креґ (1:09.6) - Фред Шмідт (56.8) - Стів Кларк (52.4)               | США       | 16 жовтня 1964   | Олімпійські ігри                      | Токіо, Японія                                        | [ 11 ]       |
| 22  | 3:57.2  |      | - Чарлі Гіккокс (59.1 WR) - Кен Мертен - Даґ Расселл - Кен Волш                                     | США       | 31 серпня 1967   | Universiade                           | Токіо, Японія                                        |              |
| 23  | 3:56.5  |      | - Роланд Маттес - Еґон Геннінґер - Горст-Ґюнтер Ґреґор - Франк Віґанд                               | НДР       | 7 листопада 1967 | -                                     | Лейпциг, НДР                                         |              |
| 24  | 3:54.9  |      | - Чарлі Гіккокс - Don McKenzie - Даґ Расселл - Кен Волш                                             | США       | 26 жовтня 1968   | Олімпійські ігри                      | Мехіко, Мексика                                      | [ 12 ]       |
| 25  | 3:54.4  |      | - Роланд Маттес - Клаус Кацур - Удо Позер - Луц Унґер                                               | НДР       | 8 вересня 1970   | Чемпіонат Європи                      | Барселона, Іспанія                                   |              |
| 26  | 3:50.4  |      | - Чарлз Кемпбелл - Петер Далберґ - Марк Шпіц - Джеррі Гайденрайх                                    | США       | 3 вересня 1971   | GDRvUSA Duel                          | Лейпциг, НДР                                         |              |
| 27  | 3:48.16 |      | - Майк Стамм (57.97) - Том Брюс (1:04.22) - Марк Шпіц (54.28) - Джеррі Гайденрайх (51.69)           | США       | 4 вересня 1972   | Олімпійські ігри                      | Мюнхен, Федеративна Республіка Німеччина (1949—1990) |              |
| 28  | 3:47.28 |      | - Пітер Рокка (57.94) - Кріс Ву (1:04.46) - Джо Баттом (54.30) - Джек Бабашофф (50.58)              | США       | 22 липня 1976    | Олімпійські ігри                      | Монреаль, Канада                                     | [ 13 ]       |
| 29  | 3:42.22 |      | - Джон Нейбер (55.89) - Джон Генкен (1:02.50) - Метт Воґел (54.26) - Джим Монтґомері (49.57)        | США       | 22 липня 1976    | Олімпійські ігри                      | Монреаль, Канада                                     | [ 14 ]       |
| 30  | 3:40.84 |      | - Рік Кері - Стів Лундквіст - Метт Ґріббл - Роуді Ґейнс                                             | США       | 7 серпня 1982    | Чемпіонат світу                       | Гуаякіль, Еквадор                                    |              |
| 31  | 3:40.42 |      | - Рік Кері - Стів Лундквіст - Метт Ґріббл - Роуді Ґейнс                                             | США       | 22 серпня 1983   | Панамериканські ігри                  | Каракас, Венесуела                                   |              |
| 32  | 3:39.30 |      | - Рік Кері (55.41) - Стів Лундквіст (1:01.86) - Пабло Моралес (52.87) - Роуді Ґейнс (49.16)         | США       | 4 серпня 1984    | Олімпійські ігри                      | Лос-Анджелес, Сполучені Штати Америки                |              |
| 33  | 3:38.28 |      | - Рік Кері - Джон Моффет - Пабло Моралес - Метт Бйонді (47.84)                                      | США       | 18 серпня 1985   | Пантихоокеанський чемпіонат           | Токіо, Японія                                        | [ 15 ]       |
| 34  | 3:36.93 |      | - Девід Беркофф (54.56) - Рік Шредер (1:01.64) - Метт Бйонді (52.38) - Кріс Джейкобс (48.35)        | США       | 25 вересня 1988  | Олімпійські ігри                      | Сеул, Південна Корея                                 | [ 16 ]       |
| 34= | 3:36.93 |      | - Джефф Раус (53.86 WR) - Нелсон Дібел (1:01.45) - Пабло Моралес (52.83) - Джон Олсен (48.79)       | США       | 31 липня 1992    | Олімпійські ігри                      | Барселона, Іспанія                                   | [ 17 ]       |
| 35  | 3:34.84 |      | - Джефф Раус (53.95) - Джеремі Лінн (1:00.32) - Марк Гендерсон (52.39) - Ґері Голл-молодший (48.18) | США       | 26 липня 1996    | Олімпійські ігри                      | Атланта, Сполучені Штати Америки                     |              |
| 36  | 3:33.73 |      | - Крайзельбург Ленні (53.87) - Ед Мозес (59.84) - Іян Крокер (52.10) - Ґері Голл-молодший (47.92)   | США       | 23 вересня 2000  | Олімпійські ігри                      | Сідней, Австралія                                    | [ 18 ]       |
| 37  | 3:33.48 |      | - Аарон Пірсол (54.17) - Брендан Гансен (1:00.14) - Майкл Фелпс (51.13) - Джейсон Лезак (48.04)     | США       | 29 серпня 2002   | Пантихоокеанський чемпіонат           | Йокогама, Японія                                     |              |
| 38  | 3:31.54 |      | - Аарон Пірсол (53.71) - Брендан Гансен (59.61) - Іян Крокер (50.39) - Джейсон Лезак (47.83)        | США       | 27 липня 2003    | Чемпіонат світу                       | Барселона, Іспанія                                   | [ 19 ]       |
| 39  | 3:30.68 |      | - Аарон Пірсол (53.45 WR) - Брендан Гансен (59.37) - Іян Крокер (50.28) - Джейсон Лезак (47.58)     | США       | 21 серпня 2004   | Олімпійські ігри                      | Афіни, Греція                                        | [ 20 ]       |
| 40  | 3:29.34 |      | - Аарон Пірсол (53.16) - Брендан Гансен (59.27) - Майкл Фелпс (50.15) - Джейсон Лезак (46.76)       | США       | 17 серпня 2008   | Олімпійські ігри                      | Пекін, Китай                                         | [ 21 ]       |
| 41  | 3:27.28 |      | - Аарон Пірсол (52.19) - Ерік Шанто (58.57) - Майкл Фелпс (49.72) - Девід Волтерс (46.80)           | США       | 2 серпня 2009    | Чемпіонат світу                       | Рим, Італія                                          |              |
| 42  | 3:26.78 |      | - Раян Мерфі (52.31) - Майкл Ендрю (58.49) - Кайлеб Дрессел (49.03) - Зак Еппл (46.95)              | США       | 1 серпня 2021    | Олімпійські ігри                      | Токіо, Японія                                        | [ 22 ]       |

### На короткій воді
| #  | Час     |      | Ім'я | Країна    | Дата            | Змагання                             | Місце                                         | Пос.   |
| -- | ------- | ---- | --- | --------- | --------------- | ------------------------------------ | --------------------------------------------- | ------ |
| 1  | 3:34.86 |      | - Марк Тьюксбері (52.50 WBT) - Джон Клівленд (-) - Том Пойнтінґ (-) - Стівен Вандермелен (-)                 | Канада    | 22 лютого 1992  | Чемпіонат Канади на короткій воді    | Вінніпег, Канада                              |        |
| 2  | 3:32.57 |      | - Тріпп Швенк (53.24) - Сет Ван Нірден (59.43) - Марк Гендерсон (52.20) - Джон Олсен (47.70)                 | США       | 2 грудня 1993   | Чемпіонат світу на короткій воді     | Пальма (місто), Іспанія                       |        |
| 3  | 3:30.91 |      | - Едрієн Радлі (52.28) - Раян Мітчелл (59.68) - Джефф Г'юджилл (51.10) - Майкл Клім (47.85)                  | Австралія | 23 грудня 1996  | Чемпіонат Австралії на короткій воді | Мельбурн, Австралія                           |        |
| 4  | 3:30.66 |      | - Едрієн Радлі (52.72) - Філ Роджерс (59.39) - Джефф Г'юджилл (51.35) - Майкл Клім (47.20)                   | Австралія | 17 квітня 1997  | Чемпіонат світу на короткій воді     | Гетеборг, Швеція                              |        |
| 5  | 3:29.88 |      | - Метт Велш (53.34) - Філ Роджерс (59.47) - Майкл Клім (50.69) - Кріс Фідлер (46.38)                         | Австралія | 4 квітня 1999   | Чемпіонат світу на короткій воді     | Гонконг, Гонконг                              |        |
| 6  | 3:29.00 |      | - Аарон Пірсол (52.17) - Девід Денністон (58.56) - Пітер Маршалл (51.93) - Джейсон Лезак (46.34)             | США       | 7 квітня 2002   | Чемпіонат світу на короткій воді     | Москва, Росія                                 | [ 23 ] |
| 7  | 3:28.12 | (tt) | - Метт Велш (50.95) - Джим Пайпер (59.44) - Джефф Г'юджилл (50.61) - Ешлі Келлус (47.12)                     | Австралія | 4 вересня 2002  | Чемпіонат Австралії на короткій воді | Мельбурн, Австралія                           | [ 24 ] |
| 8  | 3:25.38 |      | - Аарон Пірсол (51.28) - Брендан Гансен (57.82) - Іян Крокер (48.62) - Гаррет Вебер-Гейл (47.66)             | США       | 25 березня 2004 | NCAA Championships                   | Іст-Медоу (Нью-Йорк), Сполучені Штати Америки |        |
| 9  | 3:25.09 |      | - Аарон Пірсол (51.35) - Брендан Гансен (57.42) - Іян Крокер (49.76) - Джейсон Лезак (46.56)                 | США       | 11 жовтня 2004  | Чемпіонат світу на короткій воді     | Індіанаполіс, Сполучені Штати Америки         | [ 25 ] |
| 10 | 3:24.29 |      | - Станіслав Донець (50.57) - Сергій Гейбель (57.93) - Євген Коротишкін (49.39) - Олександр Сухоруков (46.40) | Росія     | 13 квітня 2008  | Чемпіонат світу на короткій воді     | Манчестер, Об'єднане Королівство              | [ 26 ] |
| 11 | 3:23.33 |      | - Джейк Тепп (50.60) - Пол Корнфелд (57.18) - Джо Барток (50.18) - Брент Гейден (45.37)                      | Канада    | 9 серпня 2009   | British Gas SC Grand Prix            | Лідс, Об'єднане Королівство                   |        |
| 12 | 3:20.71 |      | - Нік Томан (48.94) - Марк Генглофф (57.03) - Майкл Фелпс (49.93) - Натан Едрієн (44.81)                     | США       | 18 грудня 2009  | Duel in the Pool                     | Манчестер, Об'єднане Королівство              |        |
| 13 | 3:19.16 |      | - Станіслав Донець (49.63) - Сергій Гейбель (56.43) - Євген Коротишкін (48.35) - Данило Ізотов (44.75)       | Росія     | 20 грудня 2009  | Vladimir Salnikov Swimming Cup       | Санкт-Петербург, Росія                        | [ 27 ] |
| 14 | 3:18.98 | =    | - Айзек Купер (49.46) - Джошуа Йонґ (56.55) - Метью Темпл (48.34) - Кайл Чалмерс (44.63)                     | Австралія | 18 грудня 2022  | Чемпіонат світу                      | Мельбурн, Австралія                           | [ 28 ] |
| 14 | 3:18.98 | =    | - Раян Мерфі (48.96) - Нік Фінк (54.88) - Трентон Джуліан (49.19) - Кіаран Сміт (45.95)                      | США       | 18 грудня 2022  | Чемпіонат світу                      | Мельбурн, Австралія                           | [ 28 ] |
| 15 | 3:18.68 |      | - Мирон Лифинцев (49,31) - Кирило Пригода (55,15) - Андрій Мінаков (48.80) - Єгор Корнєв (45.42)             | Росія     | 15 грудня 2024  | Чемпіонат світу                      | Будапешт, Угорщина                            |        |

## Жінки

### На довгій воді
| #  | Час     |      | Ім'я                                                                                                   | Країна          | Дата              | Змагання                              | Місце                                                   | Пос.   |
| -- | ------- | ---- | --- | --------------- | ----------------- | ------------------------------------- | ------------------------------------------------------- | ------ |
| 1  | 5:10.8  |      | - Магда Гуньяфді - Клара Кіллерманн - Ева Секей - Валерія Дьєнге                                       | Угорщина        | 24 липня 1953     | -                                     | Будапешт, Угорщина                                      |        |
| 2  | 5:09.2  |      | - Магда Гуньяфді - Клара Кіллерманн - Ева Секей - Валерія Дьєнге                                       | Угорщина        | 10 серпня 1953    | -                                     | Бухарест, Румунія                                       |        |
| 3  | 5:07.8  |      | - Юдіт Темеш - Клара Кіллерманн - Марія Літтомеріцкі - Каталін Секе                                    | Угорщина        | 3 серпня 1954     | -                                     | Будапешт, Угорщина                                      |        |
| 4  | 5:06.2  |      | - Марі-Елен Андре - Франсуаз Дероммелер - Одетт Люсьєн - Жозетт Арен                                   | Франція         | 16 серпня 1954    | -                                     | Марсель, Франція                                        |        |
| 5  | 5:02.1  |      | - Йоке де Корте (1:13.0) - Ріка Брейнс (1:23.4) - Марі Кок (1:20.3) - Гертьє Вілема (1:05.4)           | Нідерланди      | 27 листопада 1954 | -                                     | Роттердам, Нідерланди                                   | [ 30 ] |
| 6  | 5:00.1  |      | - Йопі ван Алпен - Ріка Брейнс - Аті Ворбей - Гетті Балкененде                                         | Нідерланди      | 17 липня 1955     | -                                     | Париж, Франція                                          | [ 31 ] |
| 7  | 4:57.8  |      | - Ева Пайор - Ева Секей - Ріпсіма Секей - Каталін Секе                                                 | Угорщина        | 3 вересня 1955    | -                                     | Будапешт, Угорщина                                      | [ 31 ] |
| 8  | 4:54.3  |      | - Лені де Нейс - Ріта Крон - Аті Ворбей - Ґретьє Кран                                                  | Нідерланди      | 19 листопада 1956 | -                                     | Гілверсюм, Нідерланди                                   | [ 31 ] |
| 9  | 4:53.1  |      | - Йоке де Корте - Ада ден Ган - Тінеке Лаґерберґ - Коккі Ґаселарс                                      | Нідерланди      | 8 грудня 1956     | -                                     | Зволле, Нідерланди                                      |        |
| 10 | 4:57.0  | (yd) | - Ґретьє Кран - Ада ден Ган - Аті Ворбей - Коккі Ґаселарс                                              | Нідерланди      | 18 травня 1957    | GBRvNED International                 | Блекпул, Об'єднане Королівство                          | [ 32 ] |
| 11 | 4:54.0  | (yd) | - Джуді Ґрінем (1:10.9) - Аніта Лонсбро (1:23.3) - Крістін Ґосден (1:14.2) - Даяна Вілкінсон (1:04.6)  | Велика Британія | 25 липня 1958     | British Empire and Commonwealth Games | Кардіфф, Об'єднане Королівство                          | [ 33 ] |
| 12 | 4:52.9  |      | - Лені де Нейс - Ада ден Ган - Аті Ворбей - Коккі Ґаселарс                                             | Нідерланди      | 5 вересня 1958    | Чемпіонат Європи                      | Будапешт, Угорщина                                      | [ 34 ] |
| 13 | 4:51.5  |      | - Ріа ван Велсен (1:11.7) - Ада ден Ган - Тінеке Лаґерберґ - Коккі Ґаселарс                            | Нідерланди      | 26 липня 1959     | NEDvGBR International Meet            | Валвейк, Нідерланди                                     | [ 35 ] |
| 14 | 4:44.6  |      | - Керін Коун - Енн Банкрофт - Бекі Коллінз - Кріс фон Зальца                                           | США             | 6 вересня 1959    | Панамериканські ігри 1959             | Чикаго, Сполучені Штати Америки                         | [ 36 ] |
| 15 | 4:41.1  |      | - Лінн Берк - Патті Кемпнер - Керолін Шулер - Кріс фон Зальца                                          | США             | 2 вересня 1960    | Олімпійські ігри                      | Рим, Італія                                             |        |
| 16 | 4:40.1  |      | - Інґрід Шмідт - Гайді Пехштайн - Уте Ноак - Барбара Ґебель                                            | НДР             | 23 серпня 1962    | Чемпіонат Європи                      | Лейпциг, НДР                                            | [ 37 ] |
| 17 | 4:39.1  |      | - Марія ван Велсен (1:12.2) - Клені Бімолт (1:18.0) - Ада Кок (1:05.4) - Еріка Терпстра (1:03.5)       | Нідерланди      | 28 червня 1964    | NEDvGBR International Meet            | Гронінген, Нідерланди                                   | [ 38 ] |
| 18 | 4:38.1  |      | - Донна де Варона - Клаудія Колб - Джуді Гарун - Лілліан Вотсон                                        | США             | 4 липня 1964      | -                                     | Лос-Алтос, Сполучені Штати Америки                      |        |
| 19 | 4:34.6  |      | - Кеті Ферґюсон - Синтія Ґоєтт - Марта Рендолл - Кеті Елліс                                            | США             | 28 вересня 1964   | Pre Olympic                           | Лос-Анджелес, Сполучені Штати Америки                   |        |
| 20 | 4:33.9  |      | - Кеті Ферґюсон - Синтія Ґоєтт - Шерон Стаудер - Кеті Елліс                                            | США             | 18 жовтня 1964    | Олімпійські ігри                      | Токіо, Японія                                           |        |
| 21 | 4:30.0  |      | - Кендіс Мур - Кеті Болл - Еллі Денієл - Венді Фордіс                                                  | США             | 30 липня 1967     | Панамериканські ігри                  | Вінніпег, Канада                                        |        |
| 22 | 4:28.1  |      | - Кей Голл - Кеті Болл - Еллі Денієл - Сьюзен Педерсен                                                 | США             | 14 вересня 1968   | Pre Olympic                           | Колорадо-Спрінгс, Сполучені Штати Америки               |        |
| 23 | 4:27.4  |      | - Сьюзі Етвуд - Кім Брехт - Еліс Джонс - Сінді Шиллінґ                                                 | США             | 1 вересня 1970    | -                                     | Токіо, Японія                                           |        |
| 24 | 4:27.3  |      | - Сьюзі Етвуд - Клаудія Клевенджер - Еллі Денієл - Лінда Джонсон                                       | США             | 11 вересня 1971   | URSvUSAvGBR meet                      | Мінськ, Союз Радянських Соціалістичних Республік        |        |
| 25 | 4:25.34 |      | - Сьюзі Етвуд - Лінн Відалі - Еллі Денієл - Джейн Баркмен                                              | США             | 18 серпня 1972    | Pre Olympic                           | Ноксвілл, Сполучені Штати Америки                       |        |
| 26 | 4:20.75 |      | - Мелісса Белоут - Кеті Карр - Діна Дірдурфф - Сенді Нілсон                                            | США             | 3 вересня 1972    | Олімпійські ігри                      | Мюнхен, Федеративна Республіка Німеччина (1949—1990)    |        |
| 27 | 4:16.84 |      | - Ульріке Ріхтер - Ренате Фоґель - Роземаріе Котер - Корнелія Ендер                                    | НДР             | 4 вересня 1973    | Чемпіонат світу                       | Белград, Соціалістична Федеративна Республіка Югославія | [ 39 ] |
| 28 | 4:13.78 |      | - Ульріке Ріхтер - Ренате Фоґель - Роземаріе Котер - Корнелія Ендер                                    | НДР             | 24 серпня 1974    | Чемпіонат Європи                      | Відень, Австрія                                         |        |
| 29 | 4:13.41 |      | - Моніка Зельтманн - Карола Нічке - Андрея Поллак - Барбара Краузе                                     | НДР             | 5 червня 1976     | Чемпіонат НДР                         | Берлін, НДР                                             | [ 40 ] |
| 30 | 4:07.95 |      | - Ульріке Ріхтер (1:02.23) - Ганнелоре Анке (1:10.15) - Андрея Поллак (59.53) - Корнелія Ендер (56.04) | НДР             | 18 липня 1976     | Олімпійські ігри                      | Монреаль, Канада                                        |        |
| 31 | 4:06.67 |      | - Ріка Райніш (1:01.51 =WR) - Уте Ґевеніґер (1:09.46) - Андрея Поллак (1:00.14) - Карен Мещук (55.56)  | НДР             | 20 липня 1980     | Олімпійські ігри                      | Москва, Союз Радянських Соціалістичних Республік        |        |
| 32 | 4:05.88 |      | - Крістін Отто - Уте Ґевеніґер - Інес Ґайслер - Бірґіт Майнеке                                         | НДР             | 6 серпня 1982     | Чемпіонат світу                       | Гуаякіль, Еквадор                                       |        |
| 33 | 4:05.79 |      | - Іна Клебер - Уте Ґевеніґер - Інес Ґайслер - Бірґіт Майнеке                                           | НДР             | 26 серпня 1983    | Чемпіонат Європи                      | Рим, Італія                                             |        |
| 34 | 4:03.69 |      | - Іна Клебер (1:00.59 WR) - Зільвія Ґераш (1:08.69) - Інес Ґайслер (59.52) - Бірґіт Майнеке (54.89)    | НДР             | 24 серпня 1984    | Friendship Games                      | Москва, Союз Радянських Соціалістичних Республік        | [ 41 ] |
| 35 | 4:02.54 |      | - Лія Лавлесс (1:00.82) - Аніта Нолл (1:08.67) - Кріссі Аменн-Лейтон (58.58) - Дженні Томпсон (54.47)  | США             | 30 липня 1992     | Олімпійські ігри                      | Барселона, Іспанія                                      |        |
| 36 | 4:01.67 |      | - Хе Цихун (1:00.16 WR) - Дай Ґохун (1:09.04) - Лю Лімінь (58.66) - Ле Цзін'ї (53.81)                  | КНР             | 10 вересня 1994   | Чемпіонат світу                       | Рим, Італія                                             | [ 42 ] |
| 37 | 3:58.30 |      | - Барбара Бедфорд (1:01.39) - Меґан Кванн (1:06.29) - Дженні Томпсон (57.25) - Дара Торрес (53.37)     | США             | 23 вересня 2000   | Олімпійські ігри                      | Сідней, Австралія                                       | [ 43 ] |
| 38 | 3:57.32 |      | - Джиан Руні (1:01.18) - Лісель Джонс (1:06.50) - Петрія Томас (56.67) - Джоді Генрі (52.97)           | Австралія       | 21 серпня 2004    | Олімпійські ігри                      | Афіни, Греція                                           | [ 44 ] |
| 39 | 3:56.30 |      | - Софі Едінґтон (1:01.06) - Лісель Джонс (1:05.51) - Джесс Скіппер (56.86) - Ліббі Тріккетт (52.87)    | Австралія       | 21 березня 2006   | Ігри Співдружності                    | Мельбурн, Австралія                                     | [ 45 ] |
| 40 | 3:55.74 |      | - Емілі Сібом (1:00.79) - Лісель Джонс (1:04.94) - Джесс Скіппер (57.18) - Ліббі Тріккетт (52.83)      | Австралія       | 31 березня 2007   | Чемпіонат світу                       | Мельбурн, Австралія                                     | [ 46 ] |
| 41 | 3:52.69 |      | - Емілі Сібом (59.33) - Лісель Джонс (1:04.58) - Джесс Скіппер (56.25) - Ліббі Тріккетт (52.53)        | Австралія       | 17 серпня 2008    | Олімпійські ігри                      | Пекін, Китай                                            | [ 47 ] |
| 42 | 3:52.19 |      | - Чжао Цзін (58.98) - Чень Хуейцзя (1:04.12) - Цзяо Люян (56.28) - Лі Чжеси (52.81)                    | КНР             | 1 серпня 2009     | Чемпіонат світу                       | Рим, Італія                                             | [ 48 ] |
| 43 | 3:52.05 |      | - Міссі Франклін (58.5) - Ребекка Соні (1:04.82) - Дана Воллмер (55.48) - Еллісон Шмітт (53.25)        | США             | 4 серпня 2012     | Олімпійські ігри                      | Лондон, Об'єднане Королівство                           | [ 49 ] |
| 44 | 3:51.55 |      | - Кетлін Бейкер (58.54) - Ліллі Кінг (1:04.48) - Келсі Воррелл (56.30) - Сімоне Мануель (52.23)        | США             | 30 липня 2017     | Чемпіонат світу                       | Будапешт, Угорщина                                      | [ 50 ] |
| 45 | 3:50.40 |      | - Реган Сміт (57.57 WR) - Ліллі Кінг (1:04.81) - Келсі Воррелл (56.16) - Сімоне Мануель (51.86)        | США             | 28 липня 2019     | Чемпіонат світу                       | Кванджу, Південна Корея                                 | [ 51 ] |
| 46 | 3:49.34 |      | - Реган Сміт (57.57) - Кейт Дуглас (1:04.27) - Гретхен Волш (54,98) - Торрі Гаск (52,52)               | США             | 3 серпня 2025     | Чемпіонат світу                       | Сінгапур, Сінгапур                                      |        |

### На короткій воді
| #  | Час     |  | Ім'я | Країна               | Дата              | Змагання                         | Місце                                 | Пос.   |
| -- | ------- |  | --- | -------------------- | ----------------- | -------------------------------- | ------------------------------------- | ------ |
| 1  | 3:57.73 |  | - Хе Цихун (1:00.31) - Дай Ґохун (1:06.17) - Лю Лімінь (59.06) - Ле Цзін'ї (52.19)                                | КНР                  | 5 грудня 1993     | Чемпіонат світу на короткій воді | Пальма (місто), Іспанія               |        |
| 2  | 3:57.62 |  | - Маї Накамура (59.27) - Танака Масамі (-) - Аояма Аярі (-) - Мінамото Суміка (-)                                 | Японія               | 4 квітня 1999     | Чемпіонат світу на короткій воді | Гонконг, Гонконг                      |        |
| 3  | 3:57.46 |  | - Кортні Шилі (58.75) - Крісті Ковал (1:06.09) - Кіґан Волклі (59.28) - Маріца Коррея (53.34)                     | США                  | 17 березня 2000   | Women's NCAA Championships       | Індіанаполіс, Сполучені Штати Америки |        |
| 4  | 3:55.78 |  | - Тереза Альсгаммар (1:00.74) - Емма Іґельстрем (1:04.90) - Анна-Карін Каммерлінг (57.12) - Юганна Шеберг (53.02) | Швеція               | 5 квітня 2002     | Чемпіонат світу на короткій воді | Москва, Росія                         | [ 53 ] |
| 5  | 3:54.95 |  | - Софі Едінґтон (59.37) - Брук Генсон (1:05.25) - Джесс Скіппер (58.28) - Ліббі Тріккетт (52.05)                  | Австралія            | 9 жовтня 2004     | Чемпіонат світу на короткій воді | Індіанаполіс, Сполучені Штати Америки | [ 54 ] |
| 6  | 3:51.84 |  | - Тайлія Зіммер (58.54) - Джейд Едмістоун (1:04.95) - Джесс Скіппер (56.36) - Ліббі Тріккетт (51.99)              | Австралія            | 7 квітня 2006     | Чемпіонат світу на короткій воді | Шанхай, Китай                         | [ 55 ] |
| 7  | 3:51.36 |  | - Маргарет Гользер (58.79) - Джессіка Гарді (1:03.98) - Рейчел Комісарз (55.93) - Кара Денбі (52.66)              | США                  | 11 квітня 2008    | Чемпіонат світу на короткій воді | Манчестер, Об'єднане Королівство      | [ 56 ] |
| 8  | 3:49.45 |  | - Кеті Мердох (56.88) - Аннамей Пірс (1:03.39) - Одрі Лакруа (57.29) - Вікторія Пун (51.89)                       | Канада               | 9 серпня 2009     | British Gas swimming Grand Prix  | Лідс, Об'єднане Королівство           |        |
| 9  | 3:47.97 |  | - Маргарет Гользер (57.47) - Джессіка Гарді (1:03.58) - Дана Воллмер (54.37) - Аманда Вейр (52.55)                | США                  | 18 грудня 2009    | Duel in the Pool                 | Манчестер, Об'єднане Королівство      |        |
| 10 | 3:45.56 |  | - Наталі Коглін (55.97) - Ребекка Соні (1:02.91) - Дана Воллмер (55.36) - Міссі Франклін (51.32)                  | США                  | 16 грудня 2011    | Duel in the Pool                 | Атланта, Сполучені Штати Америки      | [ 57 ] |
| 11 | 3:45.20 |  | - Кортні Бартолом'ю (56.08) - Кеті Мейлі (1:02.88) - Келсі Воррелл (55.01) - Сімоне Мануель (51.23)               | США                  | 11 грудня 2015    | Duel in the Pool                 | Індіанаполіс, Сполучені Штати Америки | [ 58 ] |
| 12 | 3:44.52 |  | - Олівія Смоліга (55.60) - Ліллі Кінг (1:02.40) - Келсі Воррелл (54.79) - Еріка Браун (51.73)                     | США · (Cali Condors) | 21 листопада 2020 | Міжнародна ліга плавання         | Будапешт, Угорщина                    | [ 59 ] |
| 13 | 3:44.35 |  | - Клер Курзан (56.47) - Ліллі Кінг (1:02.88) - Торрі Гаск (54.53) - Кейт Дуглас (50.47)                           | США                  | 18 грудня 2022    | Чемпіонат світу                  | Мельбурн, Австралія                   | [ 60 ] |
| 14 | 3:40.41 |  | - Реган Сміт (54,02) - Ліллі Кінг (1:03.02) - Гречен Волш (52,84) - Кейт Дуглас (50,53)                           | США                  | 15 грудня 2024    | Чемпіонат світу                  | Будапешт, Угорщина                    |        |

## Змішані
У цій дисципліні ФІНА визнає тільки рекорди встановлені на довгій воді.
| # | Час     |    | Ім'я | Країна                      | Дата            | Змагання         | Місце                               | Пос.          |
| - | ------- | -- | --- | --------------------------- | --------------- | ---------------- | ----------------------------------- | ------------- |
| 1 | 4:13.47 |    | - Еллі Дей (1:06.61) - Майк Герлі (1:09.81) - Таннер Курц (58.63) - Гейлі Ліпс (58.42)                     | Indiana University Hoosiers | 26 вересня 2013 | IU Fall Frenzy   | Блумінгтон, Сполучені Штати Америки | [ 62 ] [ 63 ] |
| 2 | 3:48.74 |    | - Андрій Шабасов - Вероніка Андрусенко - Андрій Ніколаєв - Дарія Устінова                                  | Санкт-Петербург             | 16 травня 2014  | Чемпіонат Росії  | Москва, Росія                       | [ 64 ]        |
| 3 | 3:44.02 |    | - Кріс Вокер-Гебборн (53.68) - Адам Піті (59.30) - Джемма Лов (57.51) - Франческа Голсолл (53.53)          | Велика Британія             | 19 серпня 2014  | Чемпіонат Європи | Берлін, Німеччина                   | [ 65 ]        |
| 4 | 3:41.71 |    | - Кріс Вокер-Гебборн (52.94) - Адам Піті (57.98) - Шівон-Марі О'Коннор (57.02) - Франческа Голсолл (53.77) | Велика Британія             | 5 серпня 2015   | Чемпіонат світу  | Казань, Росія                       | [ 66 ]        |
| 5 | 3:40.28 | пз | - Раян Мерфі (52.34) - Кевін Кордес (58.95) - Келсі Воррелл (56.17) - Меллорі Комерфорд (52.82)            | США                         | 26 липня 2017   | Чемпіонат світу  | Будапешт, Угорщина                  | [ 67 ]        |
| 6 | 3:38.56 |    | - Метт Греверс (52.32) - Ліллі Кінг (1:04.15) - Кайлеб Дрессел (49.92) - Сімоне Мануель (52.17)            | США                         | 26 липня 2017   | Чемпіонат світу  | Будапешт, Угорщина                  | [ 68 ]        |
| 7 | 3:38.41 | пз | - Сюй Цзяюй (52.45) - Ян Цзібей (57.96) - Чжан Юйфей (55.32) - Ян Цзюньсюань (52.68)                       | Китай                       | 1 жовтня 2020   | Чемпіонат Китаю  | Циндао, Китай                       | [ 69 ]        |
| 8 | 3:37.58 |    | - Кетлін Доусон (58.80) - Адам Піті (56.78) - Джеймс Ґай (50.00) - Анна Гопкін (52.00)                     | Велика Британія             | 31 липня 2021   | Олімпійські ігри | Токіо, Японія                       | [ 70 ]        |
| 9 | 3:37.43 |    | - Раян Мерфі (52,08) - Нік Фінк (58,29) - Гретхен Волш (55,18) - Торрі Гаск (51,88)                        | США                         | 3 серпня 2024   | Олімпійські ігри | Париж, Франція                      |               |

## Найкращі 10 за увесь час за країнами

### Чоловіки на довгій воді
- Актуально станом на вересень 2023[72]

| Міс. | Час     | Плавець                                                                                             | Країна          | Дата            | Місце    | Пос.   |
| ---- | ------- | --------------------------------------------------------------------------------------------------- | --------------- | --------------- | -------- | ------ |
| 1    | 3:26.78 | Раян Мерфі (52.31) Майкл Ендрю (58.49) Кайлеб Дрессел (49.03) Зак Еппл (46.95)                      | США             | 1 серпня 2021   | Токіо    | [ 73 ] |
| 2    | 3:27.01 | Сюй Цзяюй (52.05) Цінь Хайян (57.63) Ван Чанхао (50.68) Пань Чжаньле (46.65)                        | Китай           | 26 вересня 2023 | Ханчжоу  | [ 74 ] |
| 3    | 3:27.51 | Люк Грінбенк (53.63) Адам Піті (56.53) Джеймс Ґай (50.27) Данкан Скотт (47.08)                      | Велика Британія | 1 серпня 2021   | Токіо    | [ 73 ] |
| 3    | 3:27.51 | Томас Чеккон (51.93) Ніколо Мартіненьї (57.47) Федеріко Бурдіссо (50.63) Алессандро Мірессі (47.48) | Італія          | 25 червня 2022  | Будапешт | [ 75 ] |
| 5    | 3:28.58 | Хельге Меув (52.27) Гендрік Фельдвер (58.51) Бенджамін Штарке (50.91) Пауль Бідерманн (46.89)       | Німеччина       | 2 серпня 2009   | Рим      |        |
| 6    | 3:28.64 | Еш Ділені (53.10) Брентон Рікард (57.80) Ендрю Лотерстейн (50.58) Метт Тарґетт (47.16)              | Австралія       | 2 серпня 2009   | Рим      |        |
| 7    | 3:28.81 | Євген Рилов (52.57) Кирило Пригода (58.68) Андрій Мінаков (50.54) Володимир Морозов (47.02)         | Росія           | 28 липня 2019   | Кванджу  |        |
| 8    | 3:29.16 | Гільєрме Гвідо (53.78) Енріке Барбоза (58.68) Габрієл Мангабейра (50.48) Сезар Сьєло Фільйо (46.22) | Бразилія        | 2 серпня 2009   | Рим      |        |
| 9    | 3:29.73 | Жеремі Страв'юс (53.96) Юг Дюбоск (58.54) Клеман Лефер (50.97) Ален Бернар (46.26)                  | Франція         | 2 серпня 2009   | Рим      |        |
| 10   | 3:29.91 | Іріє Рьосуке (53.05) Мура Рюя (58.94) Мідзунума Наокі (50.88) Накамура Кацумі (47.04)               | Японія          | 1 серпня 2021   | Токіо    | [ 73 ] |

### Чоловіки на короткій воді
- Актуально станом на грудень 2022[76]

| Міс. | Час     | Плавці                                                                                              | Країна          | Дата           | Місце           | Пос.   |
| ---- | ------- | --------------------------------------------------------------------------------------------------- | --------------- | -------------- | --------------- | ------ |
| 1    | 3:18.98 | Айзек Купер (49.46) Джошуа Йонґ (56.55) Метью Темпл (48.34) Кайл Чалмерс (44.63)                    | Австралія       | 18 грудня 2022 | Мельбурн        | [ 77 ] |
| 1    | 3:18.98 | Раян Мерфі (48.96) Нік Фінк (54.88) Трентон Джуліан (49.19) Кіаран Сміт (45.95)                     | США             | 18 грудня 2022 | Мельбурн        | [ 77 ] |
| 3    | 3:19.06 | Лоренко Мора (49.48) Ніколо Мартіненьї (55.52) Маттео Ріволта (48.50) Алессандро Мірессі (45.56)    | Італія          | 18 грудня 2022 | Мельбурн        | [ 77 ] |
| 4    | 3:19.16 | Станіслав Донець (49.63) Сергій Гейбель (56.43) Євген Коротишкін (48.35) Данило Ізотов (44.75)      | Росія           | 20 грудня 2009 | Санкт-Петербург |        |
| 5    | 3:21.07 | Іріє Рьосуке (49.95) Косекі Ясухіро (55.91) Кавамото Такесі (49.58) Накамура Кацумі (45.63)         | Японія          | 16 грудня 2018 | Ханчжоу         | [ 78 ] |
| 6    | 3:21.14 | Гільєрме Гвідо (50.11) Феліпе Франса Сілва (56.73) Маркуш Машеду (49.63) Сезар Сьєло Фільйо (44.67) | Бразилія        | 7 грудня 2014  | Доха            | [ 79 ] |
| 7    | 3:22.17 | Крістіан Дінер (50.01) Марко Кох (56.68) Маріус Кюш (48.91) Даміан Вірлінг (46.57)                  | Німеччина       | 16 грудня 2018 | Ханчжоу         | [ 78 ] |
| 8    | 3:22.26 | Флоран Маноду (50.35) Джакомо Перез-Дортона (57.00) Мегді Метелла (49.07) Клеман Міньйон (45.84)    | Франція         | 7 грудня 2014  | Доха            | [ 80 ] |
| 9    | 3:22.78 | Кріс Вокер-Гебборн (50.54) Адам Піті (56.23) Адам Барретт (49.01) Бенджамін Прауд (46.97)           | Велика Британія | 7 грудня 2014  | Доха            | [ 80 ] |
| 10   | 3:23.33 | Джейк Тепп (50.60) Пол Корнфелд (57.18) Джо Барток (50.18) Брент Гейден (45.37)                     | Канада          | 9 серпня 2009  | Лідс            |        |

### Жінки на довгій воді
- Актуально станом на грудень 2021[81]

| Міс. | Час     | Плавчині | Країна          | Дата           | Місце          | Пос.   |
| ---- | ------- | --- | --------------- | -------------- | -------------- | ------ |
| 1    | 3:50.40 | Реган Сміт (57.57) Ліллі Кінг (1:04.84) Келсі Воррелл (56.14) Сімоне Мануель (51.86)                           | США             | 28 липня 2019  | Кванджу        |        |
| 2    | 3:51.60 | Кейлі Маккіон (58.01) Челсі Годжес (1:05.57) Емма Маккеон (55.91) Кейт Кемпбелл (52.11)                        | Австралія       | 1 серпня 2021  | Токіо          | [ 82 ] |
| 3    | 3:52.19 | Чжао Цзін (58.98) Чень Хуейцзя (1:04.12) Цзяо Люян (56.24) Лі Чжеси (52.81)                                    | Китай           | 1 серпня 2009  | Рим            |        |
| 4    | 3:52.60 | Кайлі Масс (57.90) Сідні Пікрем (1:07.17) Меґґі Мак-Ніл (55.27) Пенні Олексяк (52.26)                          | Канада          | 1 серпня 2021  | Токіо          | [ 82 ] |
| 5    | 3:53.38 | Анастасія Зуєва (58.96) Юлія Єфімова (1:04.03) Світлана Чімрова (56.99) Вероніка Андрусенко (53.40)            | Росія           | 30 липня 2017  | Будапешт       |        |
| 6    | 3:54.01 | Кетлін Доусон (58.08) Моллі Реншов (1:05.72) Лора Стівенс (57.55) Анна Гопкін (52.66)                          | Велика Британія | 23 травня 2021 | Будапешт       | [ 83 ] |
| 7    | 3:54.27 | Мішель Колеман (59.75) Софі Ханссон (1:05.67) Луїс Ганссон (56.12) Сара Шестрем (52.73)                        | Швеція          | 1 серпня 2021  | Токіо          | [ 84 ] |
| 8    | 3:54.73 | Сакаї Нацумі (59.42) Судзукі Сатомі (1:05.43) Ікее Рікако (55.80) Томомі Аокі (54.08)                          | Японія          | 23 серпня 2018 | Джакарта       |        |
| 9    | 3:55.01 | Міе Нільсен (58.75) Рікке Меллер Педерсен (1:06.62) Джанетт Оттесен (56.43) Пернілле Блуме (53.21)             | Данія           | 13 серпня 2016 | Ріо-де-Жанейро |        |
| 10   | 3:55.79 | Даніела Самульскі (59.85) Сара Певе (1:06.81) Анніка Мельгорн (57.14) Брітта Штеффен (51.99)                   | Німеччина       | 1 серпня 2009  | Рим            |        |
| 10   | 3:55.79 | Маргеріта Панцієра (1:00.55) Аріанна Кастіньліоні (1:05.26) Елена Ді Ліддо (56.74) Федеріка Пеллегріні (53.24) | Італія          | 30 липня 2021  | Токіо          |        |

### Жінки на короткій воді
- Актуально станом на грудень 2022

| Міс. | Час     | Плавчині                                                                                           | Країна     | Дата           | Місце    | Пос.   |
| ---- | ------- | -------------------------------------------------------------------------------------------------- | ---------- | -------------- | -------- | ------ |
| 1    | 3:44.35 | Клер Курзан (56.47) Ліллі Кінг (1:02.88) Торрі Гаск (54.53) Кейт Дуглас (50.47)                    | США        | 18 грудня 2022 | Мельбурн | [ 85 ] |
| 2    | 3:44.92 | Кейлі Маккіон (55.74) Дженна Страуч (1:04.49) Емма Маккеон (53.93) Меґ Гарріс (50.76)              | Австралія  | 18 грудня 2022 | Мельбурн | [ 86 ] |
| 3    | 3:46.20 | Луїс Ганссон (56.25) Софі Ханссон (1:03.70) Сара Шестрем (54.65) Мішель Колеман (51.60)            | Швеція     | 21 грудня 2021 | Абу-Дабі | [ 87 ] |
| 4    | 3:46.22 | Інґрід Вілм (55.36) Сідні Пікрем (1:04.42) Меґґі Мак-Ніл (54.59) Тейлор Рак (51.85)                | Канада     | 18 грудня 2022 | Мельбурн | [ 86 ] |
| 5    | 3:47.41 | Пен Сюйвей (57.12) Тан Цяньтін (1:03.25) Чжан Юйфей (54.93) Чен Юйцзє (52.11)                      | Китай      | 21 грудня 2021 | Абу-Дабі | [ 87 ] |
| 6    | 3:47.70 | Кіра Туссен (56.53) Тес Схаутен (1:05.28) Маайке де-Ваард (55.42) Марріт Стінберген (50.47)        | Нідерланди | 18 грудня 2022 | Мельбурн | [ 86 ] |
| 7    | 3:48.86 | Міе Нільсен (56.86) Рікке Меллер Педерсен (1:04.62) Джанетт Оттесен (54.99) Пернілле Блуме (52.39) | Данія      | 7 грудня 2014  | Доха     | [ 88 ] |
| 8    | 3:49.94 | Марія Камєнєва (56.59) Ніка Годун (1:04.53) Світлана Чімрова (56.18) Ekaterina Nikonova (52.64)    | Росія      | 21 грудня 2021 | Абу-Дабі | [ 87 ] |
| 9    | 3:50.28 | Емі Моронукі (58.25) Терамура Міхо (1:03.56) Ікее Рікако (55.43) Томомі Аокі (53.04)               | Японія     | 11 грудня 2016 | Віндзор  | [ 89 ] |
| 9    | 3:50.28 | Полін Матьє (57.22) Шарлотт Бонне (1:04.12) Беріль Гастальделло (56.20) Марі-Амбр Молу (52.74)     | Франція    | 18 грудня 2022 | Мельбурн | [ 86 ] |

### Змішані на довгій воді
- Актуально станом на вересень 2023

| Міс. | Час     | Плавці(чині)                                                                                      | Країна          | Дата            | Місце    | Пос.   |
| ---- | ------- | ------------------------------------------------------------------------------------------------- | --------------- | --------------- | -------- | ------ |
| 1    | 3:37.58 | Кетлін Доусон (58.80) Адам Піті (56.78) Джеймс Ґай (50.00) Анна Гопкін (52.00)                    | Велика Британія | 31 липня 2021   | Токіо    | [ 90 ] |
| 2    | 3:37.73 | Сюй Цзяюй (51.91) Цінь Хайян (57.25) Чжан Юйфей (56.05) Ян Цзюньсюань (52.52)                     | Китай           | 27 вересня 2023 | Ханчжоу  | [ 91 ] |
| 3    | 3:38.56 | Метт Греверс (52.32) Ліллі Кінг (1:04.15) Кайлеб Дрессел (49.92) Сімоне Мануель (52.17)           | США             | 26 липня 2017   | Будапешт |        |
| 4    | 3:38.91 | Мітч Ларкін (53.08) Джейк Паккард (58.68) Емма Маккеон (56.22) Кейт Кемпбелл (50.93)              | Австралія       | 9 серпня 2018   | Токіо    |        |
| 5    | 3:39.28 | Томас Чеккон (52.23) Ніколо Мартіненьї (57.73) Елена Ді Ліддо (56.62) Федеріка Пеллегріні (52.70) | Італія          | 31 липня 2021   | Токіо    | [ 92 ] |
| 6    | 3:40.78 | Євген Рилов (51.97) Кирило Пригода (58.22) Світлана Чімрова (57.79) Марія Камєнєва (52.80)        | Росія           | 24 липня 2019   | Кванджу  |        |
| 7    | 3:40.98 | Іріє Рьосуке (52.83) Косекі Ясухіро (58.57) Ікее Рікако (55.53) Томомі Аокі (54.05)               | Японія          | 9 серпня 2018   | Токіо    |        |
| 8    | 3:41.25 | Кайлі Масс (58.22) Річард Фанк (59.14) Пенні Олексяк (56.18) Юрі Кісіл (47.71)                    | Канада          | 26 липня 2017   | Будапешт |        |
| 8    | 3:41.25 | Кіра Туссен (59.45) Арно Каммінга (57.89) Нілс Корстаньє (51.34) Фемке Гемскерк (52.57)           | Нідерланди      | 31 липня 2021   | Токіо    | [ 90 ] |
| 10   | 3:44.13 | Ян-Філіп Гланія (53.52) Гендрік Фельдвер (59.16) Александра Венк (57.21) Анніка Брун (54.24)      | Німеччина       | 5 серпня 2015   | Казань   |        |

## Найкращі 25 за увесь час

### Чоловіки на довгій воді
- Актуально станом на вересень 2023[72]

| Міс. | Час     | Плавці                                                                                              | Країна          | Дата            | Місце          | Пос.   |
| ---- | ------- | --------------------------------------------------------------------------------------------------- | --------------- | --------------- | -------------- | ------ |
| 1    | 3:26.78 | Раян Мерфі (52.31) Майкл Ендрю (58.49) Кайлеб Дрессел (49.03) Зак Еппл (46.95)                      | США             | 1 серпня 2021   | Токіо          | [ 93 ] |
| 2    | 3:27.01 | Сюй Цзяюй (52.05) Цінь Хайян (57.63) Ван Чанхао (50.68) Пань Чжаньле (46.65)                        | Китай           | 26 вересня 2023 | Ханчжоу        | [ 74 ] |
| 3    | 3:27.20 | Раян Мерфі (52.04) Нік Фінк (58.03) Dare Rose (50.13) Джек Алексі (47.00)                           | США             | 30 липня 2023   | Фукуока        | [ 94 ] |
| 4    | 3:27.28 | Аарон Пірсол (52.19) Ерік Шанто (58.57) Майкл Фелпс (49.72) Девід Волтерс (46.80)                   | США             | 2 серпня 2009   | Рим            |        |
| 5    | 3:27.51 | Люк Грінбенк (53.63) Адам Піті (56.53) Джеймс Ґай (50.27) Данкан Скотт (47.08)                      | Велика Британія | 1 серпня 2021   | Токіо          | [ 73 ] |
| 5    | 3:27.51 | Томас Чеккон (51.93) Ніколо Мартіненьї (57.47) Федеріко Бурдіссо (50.63) Алессандро Мірессі (47.48) | Італія          | 25 червня 2022  | Будапешт       | [ 75 ] |
| 7    | 3:27.79 | Раян Мерфі (52.51) Нік Фінк (57.86) Майкл Ендрю (50.06) Раян Гелд (47.36)                           | США             | 25 червня 2022  | Будапешт       | [ 75 ] |
| 8    | 3:27.91 | Метт Греверс (52.26) Кевін Кордес (58.89) Кайлеб Дрессел (49.76) Натан Едрієн (47.00)               | США             | 30 липня 2017   | Будапешт       |        |
| 9    | 3:27.95 | Раян Мерфі (51.85) Коді Міллер (59.03) Майкл Фелпс (50.33) Натан Едрієн (46.74)                     | США             | 13 серпня 2016  | Ріо-де-Жанейро |        |
| 10   | 3:28.10 | Люк Грінбенк (53.95) Адам Піті (57.20) Джеймс Ґай (50.81) Данкан Скотт (46.14)                      | Велика Британія | 28 липня 2019   | Кванджу        |        |
| 11   | 3:28.45 | Раян Мерфі (52.92) Ендрю Вілсон (58.65) Кайлеб Дрессел (49.28) Натан Едрієн (47.60)                 | США             | 28 липня 2019   | Кванджу        |        |
| 12   | 3:28.46 | Томас Чеккон (52.82) Ніколо Мартіненьї (57.72) Маттео Ріволта (50.75) Алессандро Мірессі (47.17)    | Італія          | 17 серпня 2022  | Рим            | [ 95 ] |
| 13   | 3:28.58 | Хельге Меув (52.27) Гендрік Фельдвер (58.51) Бенджамін Штарке (50.91) Пауль Бідерманн (46.89)       | Німеччина       | 2 серпня 2009   | Рим            |        |
| 14   | 3:28.59 | Люк Грінбенк (53.64) Адам Піті (57.38) Джеймс Ґай (50.65) Данкан Скотт (46.92)                      | Велика Британія | 23 травня 2021  | Будапешт       | [ 96 ] |
| 15   | 3:28.64 | Еш Ділені (53.10) Брентон Рікард (57.80) Ендрю Лотерстейн (50.58) Метт Тарґетт (47.16)              | Австралія       | 2 серпня 2009   | Рим            |        |
| 16   | 3:28.81 | Євген Рилов (52.57) Кирило Пригода (58.68) Андрій Мінаков (50.54) Володимир Морозов (47.02)         | Росія           | 28 липня 2019   | Кванджу        |        |
| 17   | 3:28.95 | Кріс Вокер-Гебборн (54.02) Адам Піті (56.91) Джеймс Ґай (50.87) Данкан Скотт (47.02)                | Велика Британія | 30 липня 2017   | Будапешт       |        |
| 18   | 3:29.00 | Сюй Цзяюй (53.39) Цінь Хайян (57.43) Ван Чанхао (51.56) Пань Чжаньле (46.62)                        | Китай           | 30 липня 2023   | Фукуока        | [ 94 ] |
| 19   | 3:29.16 | Гільєрме Гвідо (53.78) Енріке Барбоза (58.68) Габрієл Мангабейра (50.48) Сезар Сьєло Фільйо (46.22) | Бразилія        | 2 серпня 2009   | Рим            |        |
| 20   | 3:29.17 | Томас Чеккон (52.52) Ніколо Мартіненьї (58.11) Федеріко Бурдіссо (51.07) Алессандро Мірессі (47.47) | Італія          | 1 серпня 2021   | Токіо          | [ 73 ] |
| 21   | 3:29.22 | Євген Рилов (52.82) Кирило Пригода (59.06) Андрій Мінаков (50.31) Климент Колесников (47.47)        | Росія           | 1 серпня 2021   | Токіо          | [ 97 ] |
| 22   | 3:29.24 | Кріс Вокер-Гебборн (53.68) Адам Піті (56.59) Джеймс Ґай (51.35) Данкан Скотт (47.62)                | Велика Британія | 13 серпня 2016  | Ріо-де-Жанейро | [ 73 ] |
| 23   | 3:29.34 | Аарон Пірсол (53.16) Брендан Гансен (59.27) Майкл Фелпс (50.15) Джейсон Лезак (46.76)               | США             | 17 серпня 2008  | Пекін          |        |
| 24   | 3:29.35 | Метт Греверс (52.58) Брендан Гансен (59.19) Майкл Фелпс (50.73) Натан Едрієн (46.85)                | США             | 4 серпня 2012   | Лондон         |        |
| 25   | 3:29.48 | Хельге Меув (52.46) Гендрік Фельдвер (58.22) Бенджамін Штарке (51.11) Пауль Бідерманн (47.69)       | Німеччина       | 2 серпня 2009   | Рим            |        |

### Чоловіки на короткій воді
- Актуально станом на грудень 2022[76]

| Міс. | Час     | Плавці                                                                                                | Країна або клуб                                                        | Дата              | Місце           | Пос.    |
| ---- | ------- | --- | ---------------------------------------------------------------------- | ----------------- | --------------- | ------- |
| 1    | 3:18.28 | Климент Колесников (48.58) Ілля Шиманович (55.38) Чад ле Клос (48.53) Флоран Маноду (45.79)           | Energy Standard · Росія · Білорусь · ПАР · Франція                     | 21 листопада 2020 | Будапешт        | [ 98 ]  |
| 2    | 3:18.98 | Айзек Купер (49.46) Джошуа Йонґ (56.55) Метью Темпл (48.34) Кайл Чалмерс (44.63)                      | Австралія                                                              | 18 грудня 2022    | Мельбурн        | [ 77 ]  |
| 2    | 3:18.98 | Раян Мерфі (48.96) Нік Фінк (54.88) Трентон Джуліан (49.19) Кіаран Сміт (45.95)                       | США                                                                    | 18 грудня 2022    | Мельбурн        | [ 77 ]  |
| 4    | 3:19.06 | Лоренко Мора (49.48) Ніколо Мартіненьї (55.52) Маттео Ріволта (48.50) Алессандро Мірессі (45.56)      | Італія                                                                 | 18 грудня 2022    | Мельбурн        | [ 77 ]  |
| 5    | 3:19.16 | Станіслав Донець (49.63) Сергій Гейбель (56.43) Євген Коротишкін (48.35) Данило Ізотов (44.75)        | Росія                                                                  | 20 грудня 2009    | Санкт-Петербург |         |
| 6    | 3:19.50 | Гільєрме Гвідо (49.40) Адам Піті (54.84) Маріус Кюш (49.30) Данкан Скотт (45.96)                      | London Roar · Бразилія · Велика Британія · Німеччина · Велика Британія | 14 листопада 2020 | Будапешт        | [ 99 ]  |
| 7    | 3:19.55 | Климент Колесников (49.63) Ілля Шиманович (55.17) Чад ле Клос (48.98) Флоран Маноду (45.77)           | Energy Standard · Росія · Білорусь · ПАР · Франція                     | 14 листопада 2020 | Будапешт        | [ 99 ]  |
| 8    | 3:19.64 | Коулмен Стюарт (49.62) Нік Фінк (55.21) Кайлеб Дрессел (49.21) Джастін Ресс (45.80)                   | Cali Condors · США                                                     | 3 грудня 2021     | Ейндговен       | [ 100 ] |
| 9    | 3:19.65 | Раян Мерфі (49.36) Феліпе Франса Сілва (56.18) Том Шілдс (48.04) Максім Руні (46.07)                  | LA Current · США · Бразилія · США · США                                | 21 листопада 2020 | Будапешт        | [ 98 ]  |
| 10   | 3:19.76 | Лоренко Мора (50.34) Ніколо Мартіненьї (55.94) Маттео Ріволта (48.43) Алессандро Мірессі (45.05)      | Італія                                                                 | 21 грудня 2021    | Абу-Дабі        | [ 101 ] |
| 11   | 3:19.98 | Раян Мерфі (49.63) Ендрю Вілсон (56.84) Кайлеб Дрессел (48.28) Раян Гелд (45.23)                      | США                                                                    | 16 грудня 2018    | Ханчжоу         |         |
| 12   | 3:20.01 | Коулмен Стюарт (49.83) Нік Фінк (56.30) Кайлеб Дрессел (48.18) Джастін Ресс (45.70)                   | Cali Condors · США                                                     | 21 листопада 2020 | Будапешт        | [ 98 ]  |
| 13   | 3:20.50 | Шейн Касас (50.44) Нік Фінк (55.27) Трентон Джуліан (49.36) Раян Гелд (45.43)                         | США                                                                    | 21 грудня 2021    | Абу-Дабі        | [ 101 ] |
| 14   | 3:20.61 | Климент Колесников (49.62) Кирило Пригода (55.98) Михайло Вековищев (50.00) Володимир Морозов (45.01) | Росія                                                                  | 16 грудня 2018    | Ханчжоу         | [ 78 ]  |
| 14   | 3:20.61 | Климент Колесников (49.90) Ілля Шиманович (55.38) Чад ле Клос (48.92) Адам Барретт (46.41)            | Energy Standard · Росія · Білорусь · ПАР · Велика Британія             | 3 грудня 2021     | Ейндговен       | [ 100 ] |
| 16   | 3:20.65 | Климент Колесников (49.47) Данило Сєм'янінов (57.06) Андрій Мінаков (48.81) Олександр Щоголєв (45.31) | Росія                                                                  | 21 грудня 2021    | Абу-Дабі        | [ 101 ] |
| 17   | 3:20.67 | Гільєрме Гвідо (49.59) Адам Піті (55.36) Маріус Кюш (49.69) Данкан Скотт (46.03)                      | London Roar · Бразилія · Велика Британія · Німеччина · Велика Британія | 21 листопада 2020 | Будапешт        | [ 98 ]  |
| 18   | 3:20.68 | Євген Рилов (50.14) Ілля Шиманович (55.59) Чад ле Клос (49.18) Флоран Маноду (45.77)                  | Energy Standard · Росія · Білорусь · ПАР · Франція                     | 1 листопада 2020  | Будапешт        |         |
| 18   | 3:20.68 | Коулмен Стюарт (49.82) Нік Фінк (55.98) Кайлеб Дрессел (48.81) Джастін Ресс (46.07)                   | Cali Condors · США                                                     | 4 вересня 2021    | Неаполь         | [ 102 ] |
| 20   | 3:20.71 | Нік Томан (48.94) Марк Генглофф (57.03) Майкл Фелпс (49.93) Натан Едрієн (44.81)                      | США                                                                    | 18 грудня 2009    | Manchester      | [ 103 ] |
| 21   | 3:20.99 | Нік Томан (49.88) Михайло Александров (56.52) Раян Лохте (49.17) Гаррет Вебер-Гейл (45.42)            | США                                                                    | 19 грудня 2010    | Дубай           |         |
| 22   | 3:21.07 | Іріє Рьосуке (49.95) Косекі Ясухіро (55.91) Кавамото Такесі (49.58) Накамура Кацумі (45.63)           | Японія                                                                 | 16 грудня 2018    | Ханчжоу         | [ 78 ]  |
| 23   | 3:21.14 | Гільєрме Гвідо (50.11) Феліпе Ліма (56.73) Маркуш Машеду (49.63) Сезар Сьєло Фільйо (44.67)           | Бразилія                                                               | 7 грудня 2014     | Доха            | [ 79 ]  |
| 24   | 3:21.17 | Андрій Шабасов (50.30) Кирило Пригода (55.78) Олександр Харланов (49.51) Володимир Морозов (45.58)    | Росія                                                                  | 11 грудня 2016    | Віндзор         | [ 104 ] |
| 25   | 3:21.29 | Коулмен Стюарт (49.88) Нік Фінк (56.43) Кайлеб Дрессел (49.24) Джастін Ресс (45.74)                   | Cali Condors · США                                                     | 11 вересня 2021   | Неаполь         | [ 105 ] |

### Жінки на довгій воді
- Актуально станом на липень 2023[81]

| Міс. | Час     | Плавчині                                                                                            | Країна          | Дата           | Місце          | Пос.    |
| ---- | ------- | --------------------------------------------------------------------------------------------------- | --------------- | -------------- | -------------- | ------- |
| 1    | 3:50.40 | Реган Сміт (57.57) Ліллі Кінг (1:04.84) Келсі Воррелл (56.14) Сімоне Мануель (51.86)                | США             | 28 липня 2019  | Кванджу        |         |
| 2    | 3:51.55 | Кетлін Бейкер (58.54) Ліллі Кінг (1:04.48) Келсі Воррелл (56.30) Сімоне Мануель (52.23)             | США             | 30 липня 2017  | Будапешт       |         |
| 3    | 3:51.60 | Кейлі Маккіон (58.01) Челсі Годжес (1:05.57) Емма Маккеон (55.91) Кейт Кемпбелл (52.11)             | Австралія       | 1 серпня 2021  | Токіо          | [ 82 ]  |
| 4    | 3:51.73 | Реган Сміт (58.05) Лідія Джейкобі (1:05.03) Торрі Гаск (56.16) Еббі Вейтцейл (52.49)                | США             | 1 серпня 2021  | Токіо          | [ 82 ]  |
| 5    | 3:52.05 | Міссі Франклін (58.50) Ребекка Соні (1:04.82) Дана Воллмер (55.48) Еллісон Шмітт (53.25)            | США             | 4 серпня 2012  | Лондон         |         |
| 6    | 3:52.08 | Реган Сміт (57.68) Ліллі Кінг (1:04.93) Gretchen Walsh (57.06) Кейт Дуглас (52.41)                  | США             | 30 липня 2023  | Фукуока        | [ 106 ] |
| 7    | 3:52.19 | Чжао Цзін (58.98) Чень Хуейцзя (1:04.12) Цзяо Люян (56.24) Лі Чжеси (52.81)                         | Китай           | 1 серпня 2009  | Рим            |         |
| 8    | 3:52.36 | Наталі Коглін (59.12) Ребекка Соні (1:04.71) Дана Воллмер (55.74) Міссі Франклін (52.79)            | США             | 30 липня 2011  | Шанхай         |         |
| 9    | 3:52.58 | Емілі Сібом (59.40) Сара Катсуліс (1:04.65) Джесс Скіппер (56.19) Ліббі Тріккетт (52.34)            | Австралія       | 1 серпня 2009  | Рим            |         |
| 10   | 3:52.60 | Кайлі Масс (57.90) Сідні Пікрем (1:07.17) Меґґі Мак-Ніл (55.27) Пенні Олексяк (52.26)               | Канада          | 1 серпня 2021  | Токіо          | [ 82 ]  |
| 11   | 3:52.69 | Емілі Сібом (59.33) Лісель Джонс (1:04.58) Джесс Скіппер (56.25) Ліббі Тріккетт (52.53)             | Австралія       | 17 серпня 2008 | Пекін          |         |
| 12   | 3:52.74 | Емілі Сібом (59.28) Джессіка Гансен (1:05.82) Емма Маккеон (56.45) Кейт Кемпбелл (51.19)            | Австралія       | 12 серпня 2018 | Токіо          |         |
| 13   | 3:53.13 | Кетлін Бейкер (59.00) Ліллі Кінг (1:05.70) Дана Воллмер (56.00) Сімоне Мануель (52.43)              | США             | 13 серпня 2016 | Ріо-де-Жанейро |         |
| 14   | 3:53.21 | Кетлін Бейкер (59.41) Ліллі Кінг (1:04.86) Келсі Воррелл (56.72) Сімоне Мануель (52.22)             | США             | 12 серпня 2018 | Токіо          |         |
| 15   | 3:53.23 | Міссі Франклін (58.39) Джессіка Гарді (1:05.10) Дана Воллмер (56.31) Меґан Романо (53.43)           | США             | 4 серпня 2013  | Барселона      |         |
| 16   | 3:53.30 | Наталі Коглін (58.94) Ребекка Соні (1:05.95) Крістін Меґнусон (56.14) Дара Торрес (52.27)           | США             | 17 серпня 2008 | Пекін          |         |
| 17   | 3:53.37 | Кейлі Маккіон (57.91) Еббі Гаркін (1:07.07) Емма Маккеон (56.44) Моллі О'Каллаган (51.95)           | Австралія       | 30 липня 2023  | Фукуока        | [ 106 ] |
| 18   | 3:53.38 | Анастасія Зуєва (58.96) Юлія Єфімова (1:04.03) Світлана Чімрова (56.99) Вероніка Андрусенко (53.40) | Росія           | 30 липня 2017  | Будапешт       |         |
| 19   | 3:53.42 | Мінна Атертон (59.06) Джессіка Гансен (1:06.08) Емма Маккеон (56.32) Кейт Кемпбелл (51.96)          | Австралія       | 28 липня 2019  | Кванджу        |         |
| 20   | 3:53.58 | Кайлі Масс (59.12) Сідні Пікрем (1:06.42) Меґґі Мак-Ніл (55.56) Пенні Олексяк (52.48)               | Канада          | 28 липня 2019  | Кванджу        |         |
| 21   | 3:53.78 | Реган Сміт (58.40) Ліллі Кінг (1:05.89) Торрі Гаск (56.67) Клер Курзан (52.82)                      | США             | 25 червня 2022 | Будапешт       | [ 107 ] |
| 22   | 3:54.01 | Кетлін Доусон (58.08) Моллі Реншов (1:05.72) Лора Стівенс (57.55) Анна Гопкін (52.66)               | Велика Британія | 23 травня 2021 | Будапешт       | [ 83 ]  |
| 23   | 3:54.02 | Емілі Сібом (59.01) Лісель Джонс (1:06.06) Алісія Кауттс (56.41) Мелані Скленджер (52.54)           | Австралія       | 4 серпня 2012  | Лондон         |         |
| 24   | 3:54.12 | Кайлі Масс (58.74) Софі Анґус (1:06.21) Меґґі Мак-Ніл (55.69) Саммер Макінтош (53.48)               | Канада          | 30 липня 2023  | Фукуока        | [ 106 ] |
| 25   | 3:54.13 | Пен Сюйвей (59.63) Тан Цяньтін (1:06.09) Чжан Юйфей (55.39) Ян Цзюньсюань (53.02)                   | Китай           | 1 серпня 2021  | Токіо          |         |

### Жінки на короткій воді
- Актуально станом на грудень 2022.

| Міс. | Час     | Плавчині                                                                                           | Країна                                           | Дата              | Місце     | Пос.    |
| ---- | ------- | -------------------------------------------------------------------------------------------------- | ------------------------------------------------ | ----------------- | --------- | ------- |
| 1    | 3:44.35 | Клер Курзан (56.47) Ліллі Кінг (1:02.88) Торрі Гаск (54.53) Кейт Дуглас (50.47)                    | США                                              | 18 грудня 2022    | Мельбурн  | [ 85 ]  |
| 2    | 3:44.52 | Олівія Смоліга, Ліллі Кінг, Келсі Воррелл, Еріка Браун                                             | США                                              | 21 листопада 2020 | Будапешт  |         |
| 3    | 3:44.92 | Кейлі Маккіон (55.74) Дженна Страуч (1:04.49) Емма Маккеон (53.93) Меґ Гарріс (50.76)              | Австралія                                        | 18 грудня 2022    | Мельбурн  | [ 86 ]  |
| 4    | 3:45.14 | London Roar Кіра Туссен Алія Аткінсон Марі Ваттель Фрея Андерсон                                   | Нідерланди · Jamaica · Франція · Велика Британія | 21 листопада 2020 | Будапешт  |         |
| 5    | 3:46.20 | Луїс Ганссон (56.25), Софі Ханссон (1:03.70), Сара Шестрем (54.65), Мішель Колеман (51.60)         | Швеція                                           | 21 грудня 2021    | Абу-Дабі  | [ 87 ]  |
| 6    | 3:46.22 | Інґрід Вілм (55.36) Сідні Пікрем (1:04.42) Меґґі Мак-Ніл (54.59) Тейлор Рак (51.85)                | Канада                                           | 18 грудня 2022    | Мельбурн  | [ 86 ]  |
| 7    | 3:47.36 | Кайлі Масс (55.76), Сідні Пікрем (1:04.97), Меґґі Мак-Ніл (55.30), Кайла Санчес (51.33)            | Канада                                           | 21 грудня 2021    | Абу-Дабі  | [ 87 ]  |
| 8    | 3:47.41 | Пен Сюйвей (57.12), Тан Цяньтін (1:03.25), Чжан Юйфей (54.93), Чен Юйцзє (52.11)                   | Китай                                            | 21 грудня 2021    | Абу-Дабі  | [ 87 ]  |
| 9    | 3:47.67 | Alex Walsh (56.60) Ліллі Кінг (1:04.03) Кейт Дуглас (54.46) Еріка Браун (52.58)                    | США                                              | 18 грудня 2022    | Мельбурн  | [ 108 ] |
| 10   | 3:47.68 | Кетрін Беркофф (56.02), Емілі Ескобедо (1:04.99), Клер Курзан (55.61), Еббі Вейтцейл (51.06)       | США                                              | 21 грудня 2021    | Абу-Дабі  | [ 87 ]  |
| 11   | 3:47.70 | Кіра Туссен (56.53) Тес Схаутен (1:05.28) Маайке де-Ваард (55.42) Марріт Стінберген (50.47)        | Нідерланди                                       | 18 грудня 2022    | Мельбурн  | [ 86 ]  |
| 12   | 3:47.84 | Ганна Росвалл (56.37) Софі Ханссон (1:04.96) Луїс Ганссон (54.57) Мішель Колеман (51.94)           | Швеція                                           | 18 грудня 2022    | Мельбурн  | [ 86 ]  |
| 13   | 3:47.89 | | США                                              | 11 грудня 2016    | Віндзор   | [ 89 ]  |
| 14   | 3:47.91 | Мінна Атертон (55.45), Джессіка Гансен (1:04.73), Емма Маккеон (55.67), Кейт Кемпбелл (52.06)      | Австралія                                        | 20 жовтня 2019    | Льюїсвілл | [ 109 ] |
| 15   | 3:48.29 | | Китай                                            | 17 грудня 2010    | Дубай     |         |
| 16   | 3:48.86 | Міе Нільсен (56.86) Рікке Меллер Педерсен (1:04.62) Джанетт Оттесен (54.99) Пернілле Блуме (52.39) | Данія                                            | 7 грудня 2014     | Доха      | [ 88 ]  |
| 17   | 3:48.87 | | Канада                                           | 11 грудня 2016    | Віндзор   | [ 89 ]  |
| 18   | 3:48.90 | Моллі О'Каллаган (55.81) Челсі Годжес (1:05.24) Alexandria Perkins (56.27) Меґ Гарріс (51.58)      | Австралія                                        | 18 грудня 2022    | Мельбурн  | [ 108 ] |
| 19   | 3:49.11 | Aqua Centurions Марія Камєнєва Аріанна Кастіньліоні Елена Ді Ліддо Федеріка Пеллегріні             | Росія · Італія · Італія · Італія                 | 25 вересня 2021   | Неаполь   | [ 110 ] |
| 20   | 3:49.66 | | Австралія                                        | 11 грудня 2016    | Віндзор   | [ 89 ]  |
| 21   | 3:49.87 | | Данія                                            | 14 грудня 2012    | Стамбул   |         |
| 22   | 3:49.94 | Марія Камєнєва (56.59), Ніка Годун (1:04.53), Світлана Чімрова (56.18), Ekaterina Nikonova (52.64) | Росія                                            | 21 грудня 2021    | Абу-Дабі  | [ 87 ]  |
| 23   | 3:50.15 | Iron Інґеборґ Лейнінґ Іда Гулкко Емілі Бекманн Раномі Кромовідьойо                                 | Норвегія · Фінляндія · Данія · Нідерланди        | 25 вересня 2021   | Неаполь   | [ 110 ] |
| 24   | 3:50.28 | | Японія                                           | 11 грудня 2016    | Віндзор   | [ 89 ]  |
| 24   | 3:50.28 | Полін Матьє (57.22) Шарлотт Бонне (1:04.12) Беріль Гастальделло (56.20) Марі-Амбр Молу (52.74)     | Франція                                          | 18 грудня 2022    | Мельбурн  | [ 86 ]  |

### Змішані на довгій воді
- Актуально станом на лютий 2024.

| Міс. | Час     | Плавці(чині)                                                                                      | Країна          | Дата            | Місце                        | Пос.    |
| ---- | ------- | ------------------------------------------------------------------------------------------------- | --------------- | --------------- | ---------------------------- | ------- |
| 1    | 3:37.58 | Кетлін Доусон (58.80) Адам Піті (56.78) Джеймс Ґай (50.00) Анна Гопкін (52.00)                    | Велика Британія | 31 липня 2021   | Токіо                        | [ 90 ]  |
| 2    | 3:37.73 | Сюй Цзяюй (51.91) Цінь Хайян (57.25) Чжан Юйфей (56.05) Ян Цзюньсюань (52.52)                     | Китай           | 27 вересня 2023 | Ханчжоу                      | [ 91 ]  |
| 3    | 3:38.41 | Сюй Цзяюй (52.45) Ян Цзібей (57.96) Чжан Юйфей (55.32) Ян Цзюньсюань (52.68)                      | Китай           | 1 жовтня 2020   | Китайська Народна Республіка | [ 111 ] |
| 4    | 3:38.56 | Метт Греверс (52.32) Ліллі Кінг (1:04.15) Кайлеб Дрессел (49.92) Сімоне Мануель (52.17)           | США             | 26 липня 2017   | Угорщина                     |         |
| 5    | 3:38.57 | Сюй Цзяюй (52.42) Цінь Хайян (57.31) Чжан Юйфей (55.69) Чен Юйцзє (53.15)                         | Китай           | 26 липня 2023   | Фукуока                      | [ 112 ] |
| 6    | 3:38.79 | Гантер Армстронґ (52.14) Нік Фінк (57.86) Торрі Гаск (56.17) Клер Курзан (52.62)                  | США             | 21 червня 2022  | Будапешт                     | [ 113 ] |
| 7    | 3:38.86 | Сюй Цзяюй (52.56) Ян Цзібей (58.11) Чжан Юйфей (55.48) Ян Цзюньсюань (52.71)                      | Китай           | 31 липня 2021   | Токіо                        | [ 92 ]  |
| 8    | 3:38.91 | Мітч Ларкін (53.08) Джейк Паккард (58.68) Емма Маккеон (56.22) Кейт Кемпбелл (50.93)              | Австралія       | 9 серпня 2018   | Japan                        |         |
| 9    | 3:38.95 | Кейлі Маккіон (58.14) Зак Стабблеті-Кук (58.82) Метью Темпл (50.26) Емма Маккеон (51.73)          | Австралія       | 31 липня 2021   | Токіо                        | [ 92 ]  |
| 10   | 3:39.03 | Кейлі Маккіон (58.03) Зак Стабблеті-Кук (58.84) Метью Темпл (50.63) Шейна Джек (51.53)            | Австралія       | 26 липня 2023   | Фукуока                      | [ 112 ] |
| 11   | 3:39.08 | Мітч Ларкін (53.47) Метью Вілсон (58.37) Емма Маккеон (56.14) Кейт Кемпбелл (51.10)               | Австралія       | 24 липня 2019   | Кванджу                      |         |
| 12   | 3:39.10 | Раян Мерфі (52.46) Ліллі Кінг (1:04.94) Кайлеб Дрессел (49.33) Сімоне Мануель (52.37)             | США             | 24 липня 2019   | Кванджу                      |         |
| 13   | 3:39.28 | Томас Чеккон (52.23) Ніколо Мартіненьї (57.73) Елена Ді Ліддо (56.62) Федеріка Пеллегріні (52.20) | Італія          | 31 липня 2021   | Токіо                        | [ 92 ]  |
| 14   | 3:40.19 | Раян Мерфі (52.02) Нік Фінк (58.19) Торрі Гаск (58.19) Кейт Дуглас (51.79)                        | США             | 26 липня 2023   | Фукуока                      | [ 112 ] |
| 15   | 3:40.22 | Гантер Армстронґ (53.07) Нік Фінк (58.27) Клер Курзан (56.54) Кейт Дуглас (52.34)                 | США             | 14 лютого 2024  | Доха                         | [ 114 ] |
| 16   | 3:40.28 | Раян Мерфі (52.34) Кевін Кордес (58.95) Келсі Воррелл (56.17) Меллорі Комерфорд (52.82)           | США             | 26 липня 2017   | Будапешт                     |         |
| 17   | 3:40.45 | Сюй Цзяюй (52.30) Ян Цзібей (58.45) Чжан Юйфей (56.61) Чжу Менхуей (53.09)                        | Китай           | 22 серпня 2018  | Джакарта                     |         |
| 18   | 3:40.47 | Кетрін Беркофф (59.12) Josh Matheny (58.45) Dare Rose (50.50) Еббі Вейтцейл (52.40)               | США             | 26 липня 2023   | Фукуока                      | [ 115 ] |
| 19   | 3:40.58 | Раян Мерфі (52.23) Лідія Джейкобі (1:05.59) Торрі Гаск (56.27) Кайлеб Дрессел (46.99)             | США             | 31 липня 2021   | Токіо                        | [ 92 ]  |
| 20   | 3:40.68 | Джорджія Девіс (59.25) Адам Піті (57.73) Джеймс Ґай (50.72) Фрея Андерсон (52.98)                 | Велика Британія | 24 липня 2019   | Кванджу                      |         |
| 21   | 3:40.78 | Євген Рилов (51.97) Кирило Пригода (58.22) Світлана Чімрова (57.79) Марія Камєнєва (52.80)        | Росія           | 24 липня 2019   | Кванджу                      |         |
| 22   | 3:40.87 | Бредлі Вудворд (53.63) Сем Вільямсон (58.88) Емма Маккеон (56.70) Шейна Джек (51.66)              | Австралія       | 26 липня 2023   | Фукуока                      | [ 115 ] |
| 23   | 3:40.98 | Іріє Рьосуке (52.83) Косекі Ясухіро (58.57) Ікее Рікако (55.53) Томомі Аокі (54.05)               | Японія          | 9 серпня 2018   | Токіо                        |         |
| 24   | 3:41.21 | Мітч Ларкін (53.11) Деніел Кейв (59.29) Емма Маккеон (56.51) Бронте Кемпбелл (52.30)              | Австралія       | 26 липня 2017   | Будапешт                     |         |
| 24   | 3:41.21 | Іріє Рьосуке (52.55) Косекі Ясухіро (58.95) Ікее Рікако (55.68) Томомі Аокі (54.03)               | Японія          | 22 серпня 2018  | Джакара                      |         |

### Змішані на короткій воді
- Актуально станом на грудень 2021

| Міс. | Час     | Плавці(чині)                                           | Країна або клуб                           | Дата           | Місце   | Пос. |
| ---- | ------- | ------------------------------------------------------ | ----------------------------------------- | -------------- | ------- | ---- |
| 1    | 3:33.31 | Інґрід Вілм Крістофер Ротбауер Том Шілдс Еббі Вейтцейл | LA Current · Канада · Австрія · США · США | 5 вересня 2021 | Неаполь |      |